# Ruellia bella
Ruellia bella är en akantusväxtart som beskrevs av William Grant Craib. Ruellia bella ingår i släktet Ruellia och familjen akantusväxter. Inga underarter finns listade i Catalogue of Life.